# Hohenwarth-Mühlbach am Manhartsberg
Hohenwarth-Mühlbach am Manhartsberg is een gemeente in de Oostenrijkse deelstaat Neder-Oostenrijk, gelegen in het district Hollabrunn (HL). De gemeente heeft ongeveer 1300 inwoners.

## Geografie
Hohenwarth-Mühlbach am Manhartsberg heeft een oppervlakte van 43,59 km². Het ligt in het noordoosten van het land, ten noorden van de hoofdstad Wenen en ten zuiden van de grens met Tsjechië.
Alberndorf im Pulkautal · Göllersdorf · Grabern · Guntersdorf · Hadres · Hardegg · Haugsdorf · Heldenberg · Hohenwarth-Mühlbach am Manhartsberg · Hollabrunn · Mailberg · Maissau · Nappersdorf-Kammersdorf · Pernersdorf · Pulkau · Ravelsbach · Retz · Retzbach · Schrattenthal · Seefeld-Kadolz · Sitzendorf an der Schmida · Wullersdorf · Zellerndorf · Ziersdorf
- Gemeinsame Normdatei: 4468417-4
- MusicBrainz: fe84e137-c7bf-4257-b987-59856040f18b
- Virtual International Authority File: 247372331
- WorldCat: E39PBJd8c8Dw96DcFtXTBqjwG3